# Solà de Miravet
|  | Per a altres significats, vegeu «Solà de Miravet d'Arbul». |

El Solà de Miravet és una solana dins del terme municipal de Castell de Mur, a l'antic terme de Mur, al Pallars Jussà. És en territori de l'antic poble de Miravet. És al vessant sud-oriental del Pla del Roure, a llevant de Miravet i a ponent del castell de Mur. Queda al nord de l'Alzinar de Mur i al sud de les Ribes.